# Guillaume de Normandie (ferry)
Pour les articles homonymes, voir Guillaume de Normandie.
Le Guillaume de Normandie est un ferry exploité par la compagnie bretonne Brittany Ferries. Construit en Chine par les chantiers CMJL de Weihai entre 2023 et 2024, il est le douzième navire de la classe E-Flexer, série de car-ferries similaires commandés par la compagnie suédoise Stena Line. Destiné au marché de la location, il est affrété avant même le début de sa construction par Brittany Ferries. Mis en service en avril 2025, il navigue principalement sur le trafic transmanche entre Caen et Portsmouth.

## Historique

### Origines et construction
Depuis le début des années 2020, la compagnie bretonne Brittany Ferries entreprend le renouvellement de sa flotte vieillissante en affrétant coque-nue des unités neuves de la classe E-Flexer. Conçue par l'armateur suédois Stena Roro et le cabinet d'architecture navale finlandais Deltamarin et intégralement construite par les chantiers CMJL de Weihai en Chine, cette série est composée de navires présentant des caractéristiques similaires et dont la plupart sont destinés à l'affrètement, étant ainsi exploités par plusieurs armateurs à travers le monde et en particulier en Europe du Nord. Après avoir passé commande de trois E-Flexer destinés aux liaisons reliant la France, le Royaume-Uni, l'Irlande et l'Espagne, Brittany Ferries envisage alors l'affrètement de deux navires supplémentaires issus de cette classe afin de remplacer ses plus anciens navires sur les lignes transmanches. Ainsi, le 22 juillet 2021 Stena Roro et Brittany Ferries annoncent la commande du onzième et du douzième E-Flexer, prévus respectivement pour remplacer le Bretagne entre Saint-Malo et Portsmouth et le Normandie sur la ligne Caen - Portsmouth.
Conçus à l'identique, les onzième et douzième E-Flexer arborent la plupart des caractéristiques techniques ainsi que l'apparence commune aux autres navires de la série. À l'inverse toutefois de ces derniers, dont la longueur dépasse les 200 mètres, les futurs navires de Brittany Ferries n'auront qu'une longueur de 194 mètres, ce qui reste néanmoins plus élevé que les ferries qu'ils doivent remplacer au sein de la flotte. Également, bien que le onzième et le douzième E-Flexer soient définis sur la même base, le premier se singularisera de son sister-ship avec l'ajout d'un pont à la place d'une partie de son garage afin d'y aménager des cabines supplémentaires. Le second, quant à lui, reprendra une configuration plus proche de celle des autres E-Flexer. Enfin, tout comme le Salamanca et le Santoña, leurs moteurs sont conçus pour être partiellement alimentés au gaz naturel liquéfié (GNL).
Baptisé Guillaume de Normandie, le douzième E-Flexer est mis sur cale le 28 septembre 2023, dans la cale voisine de celle où a été assemblé son jumeau le Saint-Malo. Lancé le 12 avril 2024, il entre ensuite en finitions. Après avoir réalisé ses essais en mer au mois de novembre, le navire est livré à Stena Roro le 23 décembre 2024 et affrété par Brittany Ferries.

### Service
Le Guillaume de Normandie appareille de Weihai et quitte la Chine le 2 janvier 2025 sous pavillon de complaisance chypriote. Tout comme son sister-ship le Saint-Malo, il traverse l'océan Indien et contourne l'Afrique pour remonter jusqu'en Europe. Durant le convoyage, il effectue plusieurs escale et s'arrête ainsi à Singapour, au Sri Lanka, à Maurice, en Namibie, au Cap Vert et à la Grande Canarie, avant d'achever son voyage en arrivant à Santander le 18 février après plus d'un mois de navigation. Le 20 février, le navire est francisé au cours d'une cérémonie tenue à bord.
À l'issue de derniers travaux de finitions, dont la décoration des ponts extérieurs par le graffeur caennais Solice, le Guillaume de Normandie quitte l'Espagne dans la soirée du 23 mars pour rejoindre la France. Il effectue tout d'abord une escale à Roscoff le 25 mars, puis à Cherbourg le lendemain, avant de rejoindre le terminal de Ouistreham où il est inauguré et baptisé le 28 mars en présence de sa marraine, la navigatrice britannique Miranda Merron,.
En attendant sa mise en service, prévue pour le mois d'avril, le navire stationne principalement dans le port de Cherbourg. Le 1er avril, il effectue sa première escale à Portsmouth dans le cadre d'essais des infrastructures du port. Le 18 avril au matin, alors que le Normandie achève sa toute dernière traversée depuis Portsmouth, le Guillaume de Normandie vient s'amarrer à 8h au terminal de Ouistreham après que son prédécesseur lui ai cédé sa place au poste à quai. À 10h15, le dernier né de la flotte de Brittany Ferries appareille pour sa traversée inaugurale à destination du Royaume-Uni.

## Aménagements
Le Guillaume de Normandie s'étend sur 11 ponts. Bien que le navire n'en compte en réalité que 9, deux d'entre eux, inexistants au niveau du garage principal, sont tout de même comptabilisés. Les locaux des passagers se situent sur la totalité des ponts 7 et 8 ainsi que sur une partie des ponts 9 et 10 tandis que ceux de l'équipages occupent principalement le pont 9. Les ponts 2, 3, et 5 abritent quant à eux les garages.

### Locaux communs
Les parties communes du Guillaume de Normandie se trouvent sur les ponts 7 et 8 majoritairement à l'avant du navire. Parmi ces installations se trouvent un bar-salon situé au milieu du pont 8, un restaurant situé au pont 7 avant, une cafétéria située au milieu du pont 8 et d'un salon premium à l'avant.

### Cabines
Le Guillaume de Normandie dispose de 220 cabines privatives situées à l'arrière des ponts 7 et 8. Les cabines standard, intérieures ou possédant un hublot, sont équipées de deux à quatre couchettes et pourvues de sanitaires. 36 d'entre elles sont des cabines de luxe.

## Caractéristiques
Le Guillaume de Normandie mesure 194,70 mètres de long pour 27,80 mètres de large. Son tirant d'eau est de 6,50 mètres et sa jauge brute est de 38 500 UMS. Le navire peut embarquer 1 310 passagers et possède un garage de 2 517 mètres linéaires de roll, soit une capacité de 120 remorques, pouvant également contenir 420 véhicules et accessible par une porte-rampe arrière et une porte rampe avant. Sa propulsion est assurée deux moteurs Dual Fuel Wärtsilä 12V46DF développant une puissance de 27 480 kW entraînant deux hélices à pas variable faisant filer le bâtiment à plus de 23 nœuds. Il est doté de trois propulseurs d’étrave et d'un stabilisateur anti-roulis à deux ailerons rétractables. Ses dispositifs de sécurité se composent de quatre embarcations de sauvetages fermées de grande taille, complétées par une embarcation semi-rigide ainsi que de nombreux radeaux de sauvetage.

## Lignes desservies
Depuis sa mise en service, le Guillaume de Normandie navigue sur la liaison transmanche entre Caen et Portsmouth qu'il dessert de jour et nuit.